# Borealosuchus
Borealosuchus is een geslacht van uitgestorven krokodilachtigen.
De krokodil leefde in het Laat-Krijt tot het Eoceen in Noord-Amerika. De naam werd pas in 1997 toegekend door Brochu aan enkele soorten die tot het geslacht Leidyosuchus werden gerekend.